# Военно-морские силы Албании
Военно-морские силы Албании (алб. Forca Detare Shqiptare) — один из родов войск вооружённых сил Республики Албания. Основные силы ВМС располагаются на базе Паша-Лиман близ города Влёра.

## История
Первые попытки создания военно-морского флота предпринимались в Албании с 1912 года, однако планы были сорваны начавшейся Первой Мировой войной. В этот период страна располагала всего несколькими кораблями. История современных военно-морских сил берёт начало в 1925 году, когда была создана Албанская республика. В 1928 году, после установления монархии, флот стал именоваться королевским.
После вторжения итальянских войск в 1939 году, албанские вооружённые силы были расформированы и большая часть кораблей была уничтожена.
После завершения периода итальянской оккупации и провозглашения Народной Республики Албания началось восстановление флота. В 1945 году в Дурресе была построена верфь, позволившая отремонтировать имеющиеся корабли.
В середине 50-х годов началась модернизация флота. В 1954 году на острове Сазани была построена инфраструктура для базирования отряда торпедных катеров. В 1958 году было создано подразделение подводных лодок. В 1961 году — во Влёре открылась Военно-морская академия.
До 1996 года в состав флота входило более 145 кораблей и судов. 45 из них — торпедные катера типа 025 китайской постройки, вооружённые двумя либо четырьмя торпедами калибра 533 мм. После выхода Албании из Организации Варшавского договора в 1961 году и последующим отказом Советского Союза от эксплуатации базы Паша Лиман, в состав флота также вошли четыре подводных лодки проекта 613. Помощь в обслуживании подводных лодок до 80-х годов оказывали китайские специалисты.
В 1992 году коммунистический строй в Албании сменился демократией. После этого началось активное сотрудничество с флотами других европейских государств, включая участие в различных учениях.
Во время кризиса 1997 года ряд кораблей флота получил повреждения. Инфраструктура также была в плохом состоянии. В 1998 году ряд кораблей был переведён на ремонт в Италию. Помощь в восстановлении баз флота, кроме Италии, оказывали также США, Германия, Греция и Турция. В том же 1998 году из состава флота были выведены подводные лодки советской постройки.
В результате ряда соглашений, с 1998 по 2004 год, албанский флот получил 16 патрульных кораблей от США и Италии. В 2004 году было подписано соглашение с ВМС Италии, по которому итальянская сторона предоставляла оборудование и техническую помощь в обновлении средств обеспечения навигации.
В 2007 году флот был реорганизован и разделён на две флотилии и батальон материально-технического обеспечения.

## Пункты базирования
ВМС Албании располагают двумя военно-морскими базами — Кепи и Палит в Дурресе, Пашалиман близ Влёры.
Военно-морская база Пашалиман, расположенная у города Влёра, используется албанскими ВМС с 50-х годов XX века. В то время это была одна из немногих военно-морских баз в Средиземноморье. Модернизация базы была осуществлена при поддержке Греции и Турции. В настоящее время на базе находятся выведенные из состава флота подводные лодки проекта 613 и ныне действующие корабли — сторожевые катера типа «Damen Stan».
На территории базы действует также гражданская инженерная фирма и судостроительное предприятие.
До вывода из состава флота, албанские субмарины базировались в бункере Порто-Палермо. Ныне этот пункт базирования используется для проведения учений и тренировок.

## Боевой состав

### Патрульные силы
| Номер вымпела | Наименование | В составе флота | Состояние | Примечания |
| Артиллерийские катера типа «Шанхай II» 115/136 т, 38,8×5,4×1,7 м, 30 уз., 2×2×37-мм, 2×2×25-мм, 2×533-мм ТА, мины, ГБ                       | Артиллерийские катера типа «Шанхай II» 115/136 т, 38,8×5,4×1,7 м, 30 уз., 2×2×37-мм, 2×2×25-мм, 2×533-мм ТА, мины, ГБ | Артиллерийские катера типа «Шанхай II» 115/136 т, 38,8×5,4×1,7 м, 30 уз., 2×2×37-мм, 2×2×25-мм, 2×533-мм ТА, мины, ГБ | Артиллерийские катера типа «Шанхай II» 115/136 т, 38,8×5,4×1,7 м, 30 уз., 2×2×37-мм, 2×2×25-мм, 2×533-мм ТА, мины, ГБ | Артиллерийские катера типа «Шанхай II» 115/136 т, 38,8×5,4×1,7 м, 30 уз., 2×2×37-мм, 2×2×25-мм, 2×533-мм ТА, мины, ГБ |
| --- | --- | --- | --- | --- |
| P 115 | | 1974 | в строю | Бывший китайский |
| P 208 | | 1975 | в строю | Бывший китайский |
| Большие патрульные катера типа «Кронштадт» (пр. 122) 303/335 т, 52,1×6,5×2,1 м, 18 уз., 1×85-мм, 1×37 мм, 3×2×12,7-мм, 2×РБУ-1200, мины, ГБ | | | | |
| P 207 | | 1958 | в строю | Бывший советский |
| Патрульные катера типа «Nyryat I» (пр. 1896) ?/118 т, 28,6×5,2×1,7 м, 12,5 уз.                                                              | | | | |
| P 218 | | 1960 | в строю | |
| P 219 | | 1960 | в строю | |
| Вспомогательное судно типа «Poluchat» (пр. 368) 70 т                                                                                        | | | | |
| R 110 | | ? | в строю | |
| Тендер типа «Шаланда» | | | | |
| A 210 | «Marinza» | ? | в строю | Бывший советский |

### Береговая охрана (Roja Bregdetare)
Не показаны патрульные катера водоизмещением менее 100 т.
| Номер вымпела                                                              | Наименование                                                               | В составе флота                                                            | Состояние                                                                  | Примечания                                                                 |                                                                            |
| Сторожевые катера типа «Дамен Стан 4207» 208/? т, 42,8×7,11×2,52 м, 26 уз. | Сторожевые катера типа «Дамен Стан 4207» 208/? т, 42,8×7,11×2,52 м, 26 уз. | Сторожевые катера типа «Дамен Стан 4207» 208/? т, 42,8×7,11×2,52 м, 26 уз. | Сторожевые катера типа «Дамен Стан 4207» 208/? т, 42,8×7,11×2,52 м, 26 уз. | Сторожевые катера типа «Дамен Стан 4207» 208/? т, 42,8×7,11×2,52 м, 26 уз. | Сторожевые катера типа «Дамен Стан 4207» 208/? т, 42,8×7,11×2,52 м, 26 уз. |
| -------------------------------------------------------------------------- | -------------------------------------------------------------------------- | -------------------------------------------------------------------------- | -------------------------------------------------------------------------- | -------------------------------------------------------------------------- | -------------------------------------------------------------------------- |
| P 131                                                                      | «Iliria»                                                                   | 2008                                                                       | в строю                                                                    |                                                                            |                                                                            |
| P 132                                                                      | «Oriku»                                                                    | 17.07.2012                                                                 | в строю                                                                    |                                                                            |                                                                            |
| P 133                                                                      | «Lisus»                                                                    | 02.2013                                                                    | в строю                                                                    |                                                                            |                                                                            |
| P 134                                                                      | «Butrinti»                                                                 | 2014                                                                       | в строю                                                                    |                                                                            |                                                                            |

## Флаги кораблей и судов
| Флаг | Гюйс       | Вымпел боевых кораблей |
| ---- | ---------- | ---------------------- |
|      | нет данных | нет данных             |

## Знаки различия

### Адмиралы и офицеры
| Категории               | Адмиралы | Адмиралы     | Адмиралы      | Oфицеры            | Oфицеры            | Oфицеры            | Oфицеры           | Oфицеры   | Oфицеры           |
| ----------------------- | -------- | ------------ | ------------- | ------------------ | ------------------ | ------------------ | ----------------- | --------- | ----------------- |
|                         |          |              |               |                    |                    |                    |                   |           |                   |
| Албанское звание        | Admiral  | Nënadmiral   | Kundëradmiral | Kapiten Rangut I   | Kapiten Rangut II  | Kapiten Rangut III | Kapiten Leitnant  | Leitnant  | Nënleitnant       |
| Российское соответствие | Адмирал  | Вице-адмирал | Контр-адмирал | Капитан 1-го ранга | Капитан 2-го ранга | Капитан 3-го ранга | Капитан-лейтенант | Лейтенант | Младший лейтенант |

### Старшины и матросы
| Категории               | Подофицеры     | Подофицеры | Подофицеры | Сержанты и старшины          | Сержанты и старшины | Сержанты и старшины | Сержанты и старшины | Солдаты        | Солдаты  |
| ----------------------- | -------------- | ---------- | ---------- | ---------------------------- | ------------------- | ------------------- | ------------------- | -------------- | -------- |
|                         |                |            |            |                              |                     |                     |                     |                |          |
| Албанское звание        | Kryekapter     | Kapter     | Rreshter   | Tetar                        | Nëntetar            | Ushtar IV           | Ushtar III          | Ushtar II      | Ushtar I |
| Российское соответствие | Старший мичман | Мичман     | нет        | Главный корабельный старшина | Главный старшина    | Старшина 1 статьи   | Старшина 2 статьи   | Старший матрос | Матрос   |